# Carl Neldel
Carl Neldel, auch Karl Neldel (1863 in Hannover – 1911 in Köln) war ein deutscher Opernsänger (Bass). Er war ein gern gehörter Bassbuffo von angenehmer Stimme und humorvoll im Spiel.

## Leben
Neldel begann seine Laufbahn 1887 in Aachen, kam 1888 nach Magdeburg und nach drei Jahren 1891 ans Stadttheater nach Leipzig, wo er bis 1900 verblieb und in diesem Jahre in den Verband des Stadttheaters Riga trat. Er debütierte dort als „Bürgermeister“ in Zar und Zimmermann und blieb dort bis 1903. 
Danach war er am Stadttheater Mainz (1903–1904), am Stadttheater Bremen (1904–1908) und von 1908 bis zu seinem überraschenden Tod am Opernhaus von Köln engagiert.

## Rollen (Auswahl)
- van Bett – Zar und Zimmermann (Albert Lortzing)
- Beckmesser – Die Meistersinger von Nürnberg (Richard Wagner)
- Bacculus – Der Wildschütz (Albert Lortzing)
- Daland – Der fliegende Holländer (Richard Wagner)
- de Saint-Bris – Die Hugenotten (Giacomo Meyerbeer)
- Mephisto – Faust (Charles Gounod)